# Akoya Condominiums
Akoya Condominiums è il nome di un grattacielo residenziale di 47 piani situato a Miami Beach, in Florida. Fu costruito nel 2004 e, con un'altezza di 150 metri, si classifica come terzo edificio più alto di Miami Beach, dopo i 170 metri dei Blue and Green Diamonds. Fu uno degli ultimi edifici molto alti di Miami Beach a cui la costruzione fu consentita prima che entrasse in vigore un'ordinanza del 1998, che limitava nuovi edifici ad avere un'altezza massima al di sotto dei 200 piedi (61 metri circa).
Akoya Condominiums si trova vicino alla spiaggia dell'oceano Atlantico al 6365 di Collins Avenue. Akoya Condominiums dispone di 386 unità abitative, distribuite su 47 piani. Il palazzo dispone anche di un moderno centro fitness, un campo da tennis e una piscina, quest'ultima esclusiva ai soli residenti.

## Storia
Lo sviluppo di questo immobile è stato travagliato. Inizialmente si sarebbe dovuto chiamare White Diamond, ma lo sviluppatore originale del progetto, l'uomo d'affari brasiliano Múcio Athayde, fu costretto a vendere il progetto stesso nel 2001, a causa di tensioni finanziarie. Questo successivamente portò al fallimento anche gli altri due cantieri, i Blue and Green Diamonds. Nel novembre 2001, la Union Planters Bank presentò un'istanza di pignoramento su un prestito da oltre 50 milioni di dollari che aveva accordato per finanziare la costruzione del grattacielo. Nel 2002 la New Florida Properties, guidata da Mucio Athayde, fu costretta ad appellarsi al capitolo 11 della legge fallimentare e in seguito a cedere il cantiere al gruppo MerCo, supervisionato dal progettista Homero Meruelo. Il nome "Akoya" fa riferimento a un particolare tipo di perla di coltura, che fu scelto proprio per dare un segno di discontinuità al tema del diamante.

## Descrizione

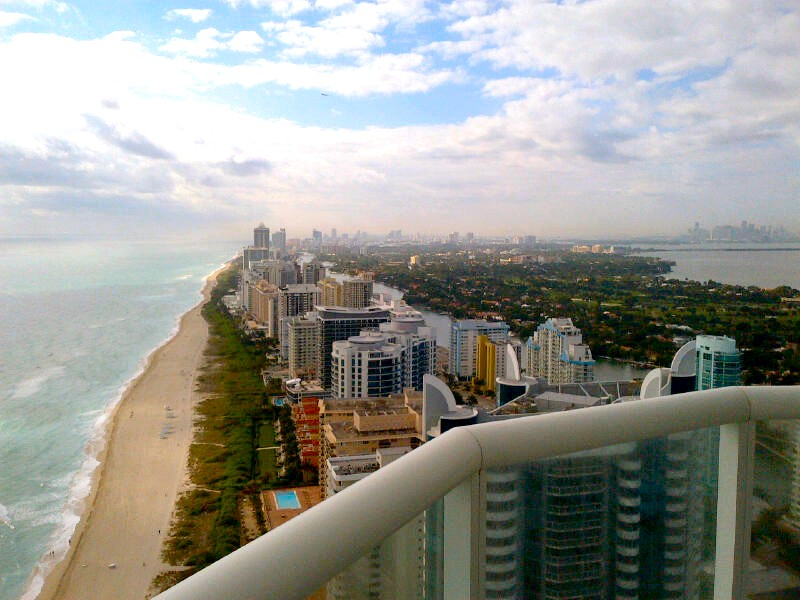
Vista della zona circostante da uno dei balconi dell'edificio

Costruito a ridosso della costa dell'oceano Atlantico, si affaccia sul mare della Biscayne Bay. Al 45 esimo piano sono collocate le penthouse che, essendo sviluppate su 3 piani, si estendono fino al 48 esimo. Al 46 esimo piano si trova una terrazza panoramica mentre gli ascensori, cinque in tutto, raggiungono fino all'ultimo.